# Tonndorf (Thüringen)
Tonndorf ist eine Gemeinde im Südwesten des Landkreises Weimarer Land und Teil der Verwaltungsgemeinschaft Kranichfeld.

## Geografie
Tonndorf liegt im Tal des Tonndorfbachs etwa zwei Kilometer südöstlich von Nauendorf, etwas abseits der Landesstraße L 1052 zwischen Erfurt und Kranichfeld. Von der Ortslage führt eine Kreisstraße nach Tiefengruben im Osten und an den Stausee Hohenfelden im Südwesten des Gemeindegebiets.

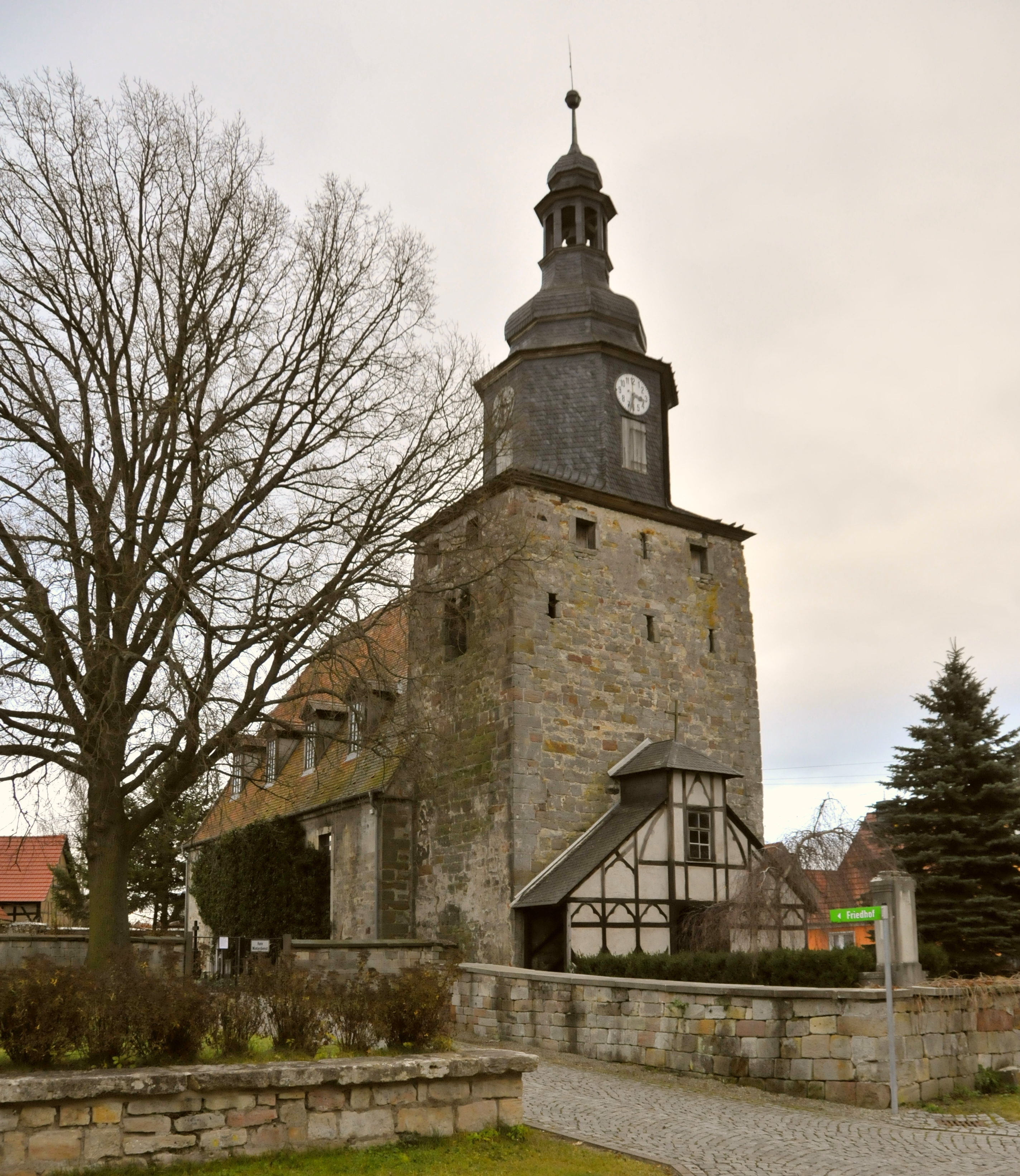
Dorfkirche

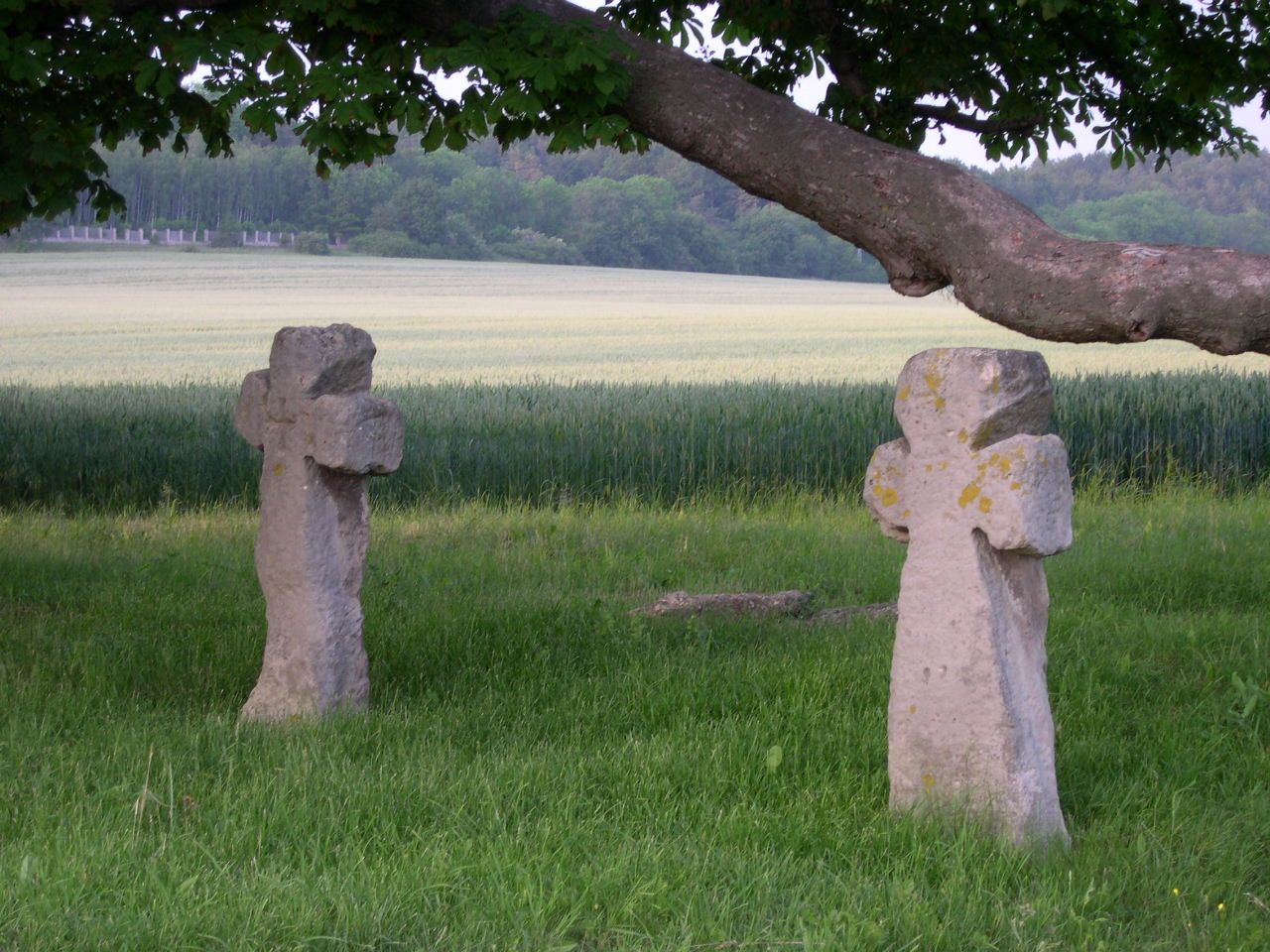
Steinkreuze an der Straße nach Tiefengruben

## Geschichte
Tonndorf wird urkundlich im Jahre 706 als Tunecdorf erstmals erwähnt. Der Ortsname geht auf mhd. tunc = eingetiefte Hütte zurück. Urkundlich lässt sich die Herrschaft Tonndorf ab 1248 als Lehen des Bistums Mainz an die Grafen von Weimar-Orlamünde nachweisen.
Im Mittelalter war Tonndorf Mittelpunkt verschiedener Herrschaftssitze, später Amtssitz im Gebiet der Stadt Erfurt. Die Grundherrschaft im Ort hatten die meisten Erfurter Klöster (St. Peter, Neuwerk, Augustiner, Severi-Stift, Großes Hospital) sowie das Kloster Bad Berka. Durch den Besitz Erfurter Bürger und den durch Tonndorf gehenden Handel Erfurts mit Böhmen aufgrund der Handelsstraße von Erfurt nach Saalfeld erhielt der Ort schon frühzeitig den Charakter einer Kleinstadt. Er entwickelte sich zum Rastort. Schon 1563 wird ein Wirtshaus erwähnt.
Mittel- und Kleinbauern betrieben Landwirtschaft als vorherrschenden Wirtschaftszweig. 1597 gab es vier Freigüter. Die Ober- oder Malzmühle und die Untermühle, vom Tonndorfbach angetrieben, arbeiteten schon im 16. Jahrhundert. Durch die verkehrsgünstige Lage wurde Tonndorf im Dreißigjährigen Krieg stark zerstört. In den Jahren 1756 und 1762 fielen 51 bzw. 31 Wohnhäuser Großbränden zum Opfer. Im 18. und 19. Jahrhundert bestimmten Töpferei und Leinweberei das Handwerksgeschehen, die Korbflechterei kam im 19. Jahrhundert hinzu. Von wirtschaftlicher Bedeutung waren auch die Steinbrüche in der Gemeindeflur. Am Wege nach Kranichfeld wurde im 19. Jh. eine Ziegelei betrieben.
1802 kam Tonndorf mit dem Erfurter Gebiet zu Preußen und zwischen 1807 und 1813 zum französischen Fürstentum Erfurt. Mit dem Wiener Kongress kam der Ort 1815 mit dem gesamten Amt Tonndorf zum Großherzogtum Sachsen-Weimar-Eisenach, zu dessen Verwaltungsbezirk Weimar er ab 1850 gehörte.
Schon vor Beginn des Zweiten Weltkrieges befand sich bei Tonndorf in Richtung Tiefengruben ein Außenlager des KZ Buchenwald, in dem zwischen 30 und 100 Häftlinge Zwangsarbeit beim Bau einer Wasserleitung zum KZ verrichten mussten. Keinerlei Gedenkzeichen erinnert an dieses Geschehen.

## Politik

### Gemeinderat
Der Gemeinderat in Tonndorf besteht aus acht Ratsmitgliedern, die bei der Kommunalwahl am 26. Mai 2019 in einer Verhältniswahl gewählt wurden, und dem ehrenamtlichen Bürgermeister als Vorsitzendem.
Die Sitzverteilung im Gemeinderat:
| Wahl | CDU | Bürger für Tonndorf | FWG Tonndorf | Gesamt  |
| ---- | --- | ------------------- | ------------ | ------- |
| 2019 | 4   | 3                   | 1            | 8 Sitze |

### Bürgermeister
Der ehrenamtliche Bürgermeister von Tonndorf ist Tony Röser (parteilos, nominiert durch Bürger für Tonndorf). Seine Wahl erfolgte am 11. Oktober 2020.

## Wirtschaft und Infrastruktur

### Verkehr
Der nächste Bahnhof ist im Bad Berkaer Ortsteil München an der Bahnstrecke Weimar–Kranichfeld, etwa vier Kilometer östlich von Tonndorf gelegen.

### Wasser und Abwasser
Die Aufgabe der Wasserversorgung obliegt dem Wasserversorgungszweckverband Weimar; die Abwasserbeseitigung wurde dem Wasser-/Abwasserzweckverband Arnstadt und Umgebung übertragen.

## Sehenswürdigkeiten

### Kulturdenkmale
Folgende Objekte in Tonndorf stehen unter Denkmalschutz:
- Kirche mit Kirchhof
- Brücke am Mühlgraben
- Wohnhaus, Breitenstraße 101
- Gehöft, Breitenstraße 123
- Gehöft, Brauhausstraße 9
- Gehöft, Brauhausstraße 14
- Gehöft, Brauhausstraße 16
- Gehöft, Brauhausstraße 18
- Pavillon, Im Weidenbach
- Gehöft (Pfarrhof), Kirchstraße 21
- Brunnen bei Palmanger 60
- Gehöft, Palmanger 51
- Gehöft, Palmanger 64
- ehemalige Schule (jetzt Wohnhaus), Schenkenstraße 144
- Gasthaus, Schenkenstraße 149
- ehemaliger Gutshof, Schenkenstraße 150
- zwei Steinkreuze in der Schenkenstraße am östl. Ortsrand
- ehemaliges Schützenhaus, Schwederich 91
- Grabstätte für einen sowjetischen Kriegsgefangenen auf dem Friedhof
- Die Ortslage mit den Objekten Brauhausstraße 7–18 und 129–143, Breitenstraße 92–102 und 113–125, Kirchstraße 19–21 und 77–82, Schenkenstraße 1, 3–6 und 144–152, Schwederich 83, 84, 86–90, 90 a, 91 a, 91 b und 126–128 sowie Töpferstraße 103–112 ist als Denkmalensemble geschützt.
- Die um 1830 errichtete Rauchsche Blumentopf-Presserei wurde im Jahr 2001 in das benachbarte Thüringer Freilichtmuseum Hohenfelden umgesetzt und ist dort im Zustand um 1970 zu besichtigen. Es wurden bis in die 1970er Jahre mit maschineller Unterstützung Blumentöpfe hergestellt.[5] Als Zeugnis eines für Tonndorf typischen Wirtschaftszweiges ist das Gebäude von hohem kulturgeschichtlichen Wert.

### Schloss Tonndorf

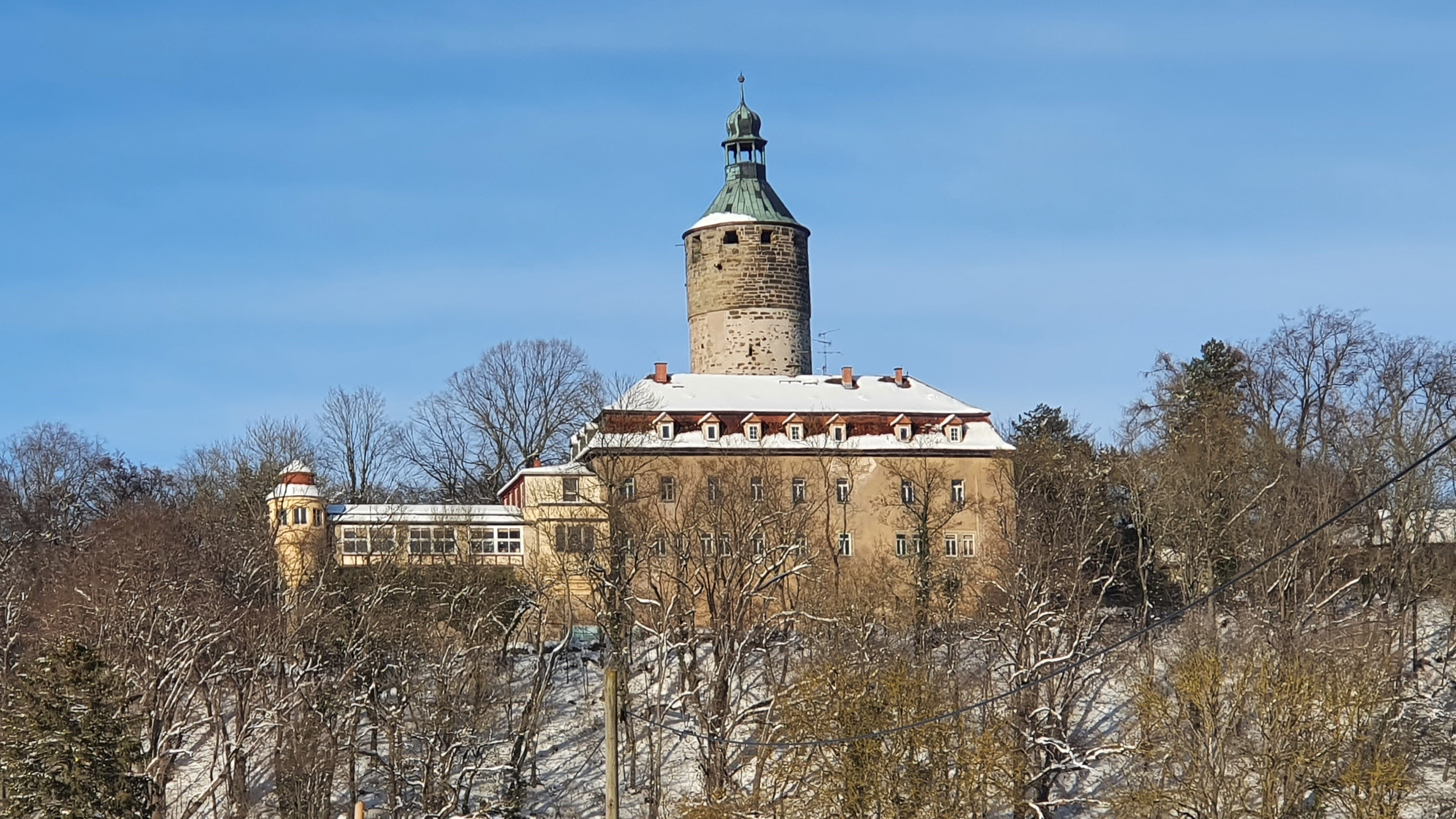
Schloss

Die Burg wurde auf einer Anhöhe nördlich des Dorfes, vermutlich zum Schutz der alten Handelsstraße nach Böhmen, im 12. Jahrhundert errichtet. In 1248 wurde die Burg Tonndorf bezeugt, die auf einer Anhöhe, etwa 0,6 km nördlich des Dorfes liegt und durch den markanten Bergfried weithin sichtbar ist. Sie wurde vermutlich schon im vorangegangenen Jahrhundert erbaut, um die alte Erfurt-Saalfelder Handelsstraße zu beschützen. Sie war zunächst Mainzer Lehen der Grafen von Weimar-Orlamünde, wurde jedoch 1235 an die Burggrafen von Kirchberg verpfändet.
Von 1277 bis 1287 wurde die Burg durch das Erzbistum von Mainz selbst verwaltet. Erneut an die Grafen von Weimar-Orlamünde als Lehensbesitz vergeben, eroberte die Stadt Erfurt die Anlage im Thüringer Grafenkrieg im Jahr 1346. Seit 1351 gehörte die Burg der Stadt Erfurt als fester Besitz. Sie stellte deren Vorposten gegen die Saale dar. Im Bauernkrieg 1525 erstürmten Bauern die Burganlage, die sodann das wechselvolle Schicksal des Amtes Tonndorf teilte. Das Schloss diente verschiedensten Zwecken, auch als Fabrik für Spitzenklöppelei. 1938 erfolgte der Verkauf an die Barmer Ersatzkasse, die nach Umbauten ein vorbildliches Kinder-Erholungsheim im Schloss einrichtete. Dann richtete die NSV ein Schulungsheim darin ein. Im Mai 1945 nahm ein Stab der US Army Quartier, gefolgt von Heimatvertriebenen und der Roten Armee mit einem Lazarett. Heruntergewirtschaftet wurde das Objekt enteignet. 1950 richtete Adolf Tegtmeier, der Chefarzt der Lungenheilstätten Bad Berka, ein Krankenhaus für Tuberkulose-Patienten im Schloss ein. Ab 1968 war es dann kommunales Alters- und Pflegeheim, von 1993 bis 1998 DRK-Senioren- und Pflegeheim.
Dann stand das Schloss sieben Jahre leer, bis sich 2005 die neugegründete Genossenschaft auf Schloss Tonndorf e.G. seiner annahm. Sie kaufte es und zog mit 35 Erwachsenen und 30 Kindern dort ein, um das Gelände wiederzubeleben. Es gibt Werkstätten, Ateliers, Gärten, Kindergarten, Imkerei, Schlosscafé.
Die ältesten Teile der Anlage sind der äußere Mauerring mit dem Graben, der 44 m hohe Bergfried, dessen Mauer an der Basis 3,70 m dick ist, und das äußere Schloss.

## Galerie

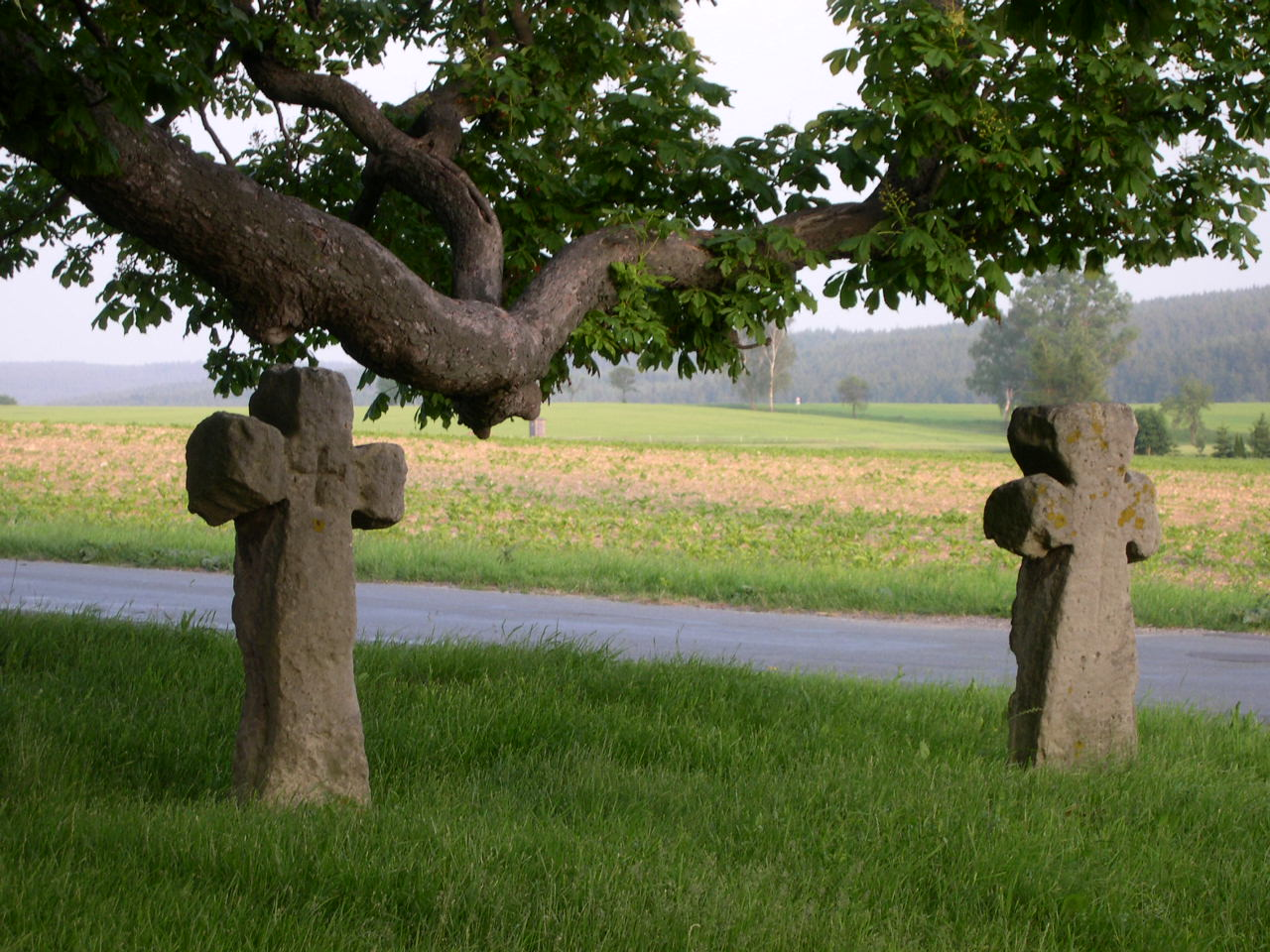
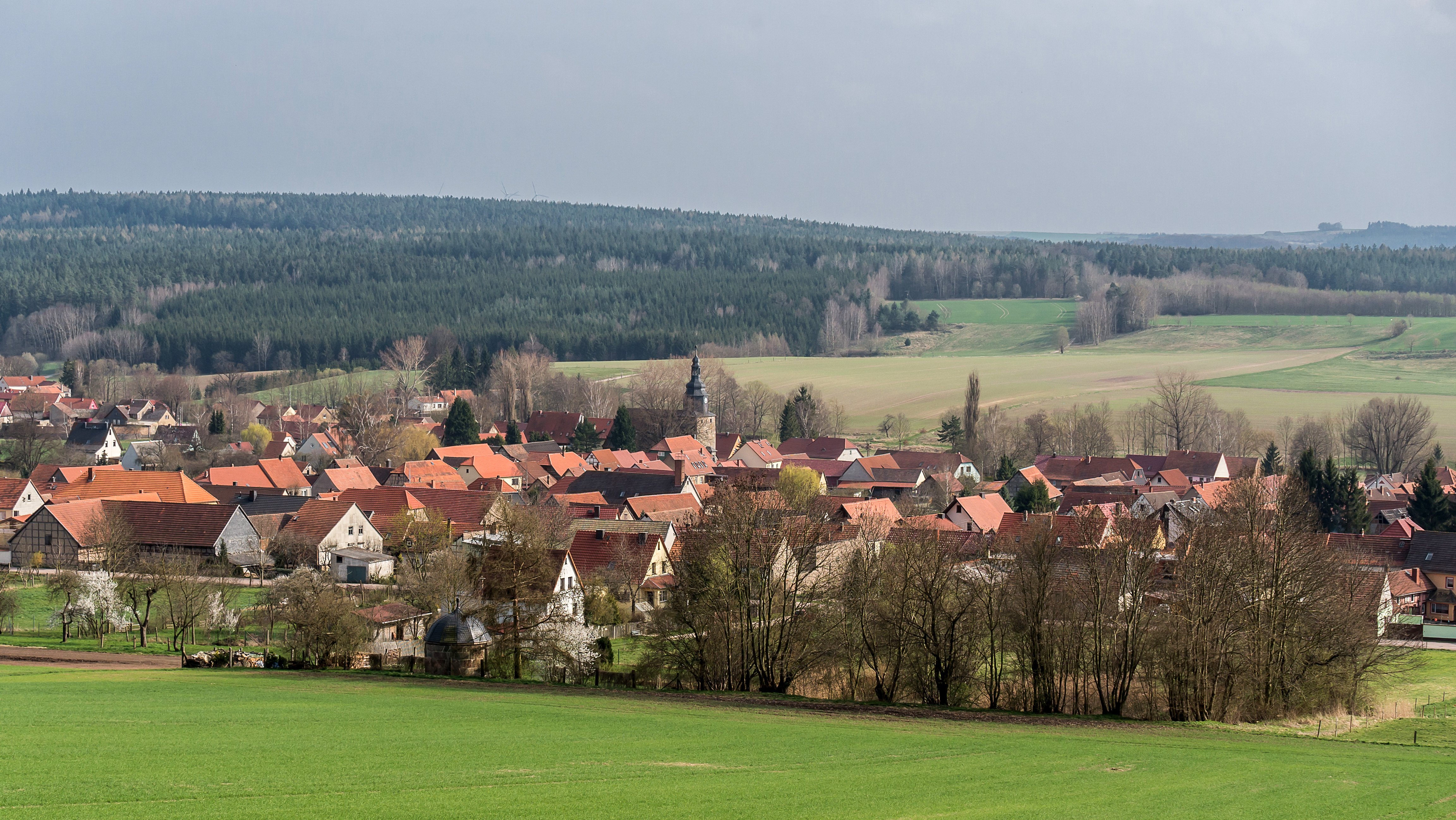
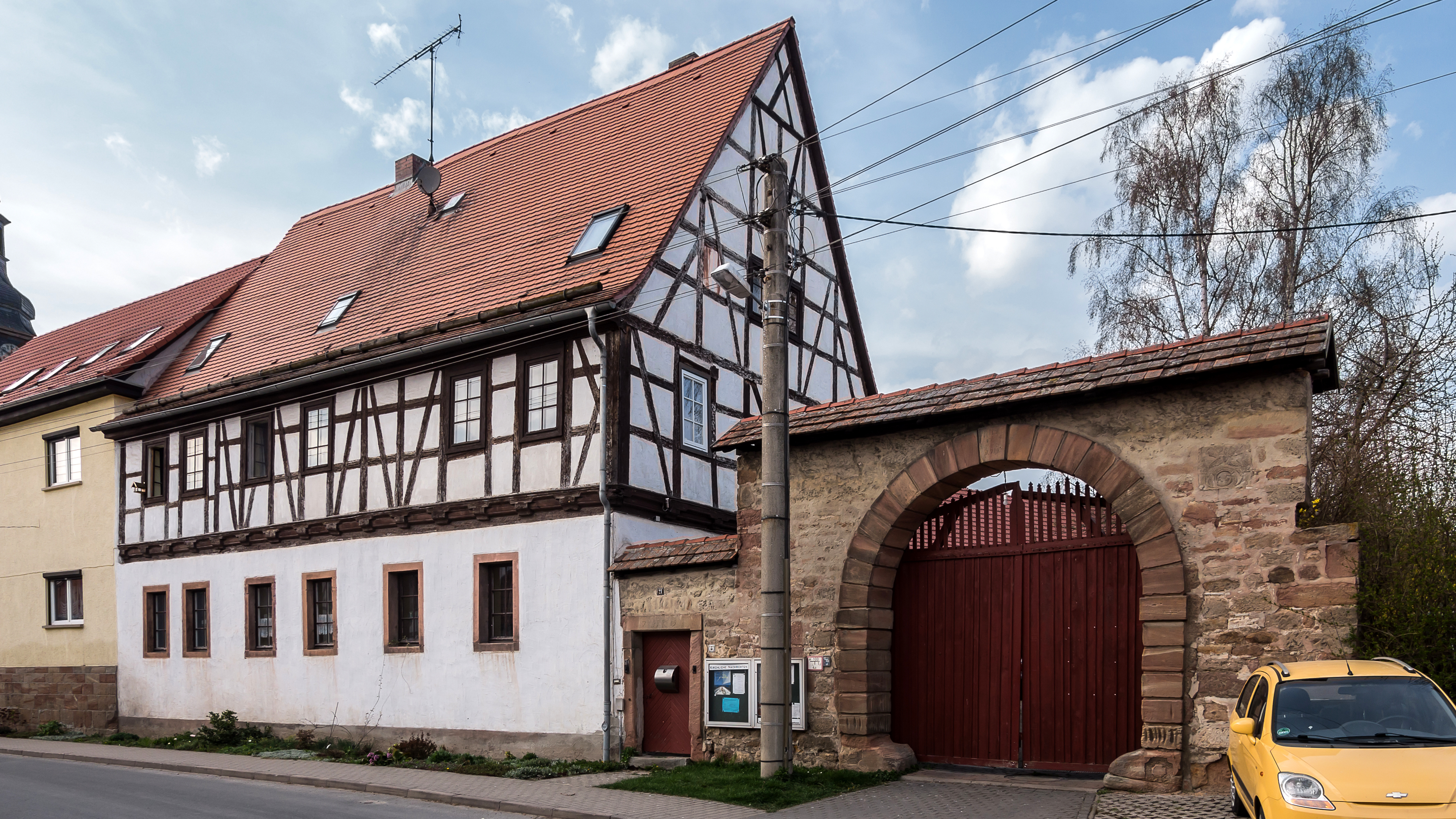
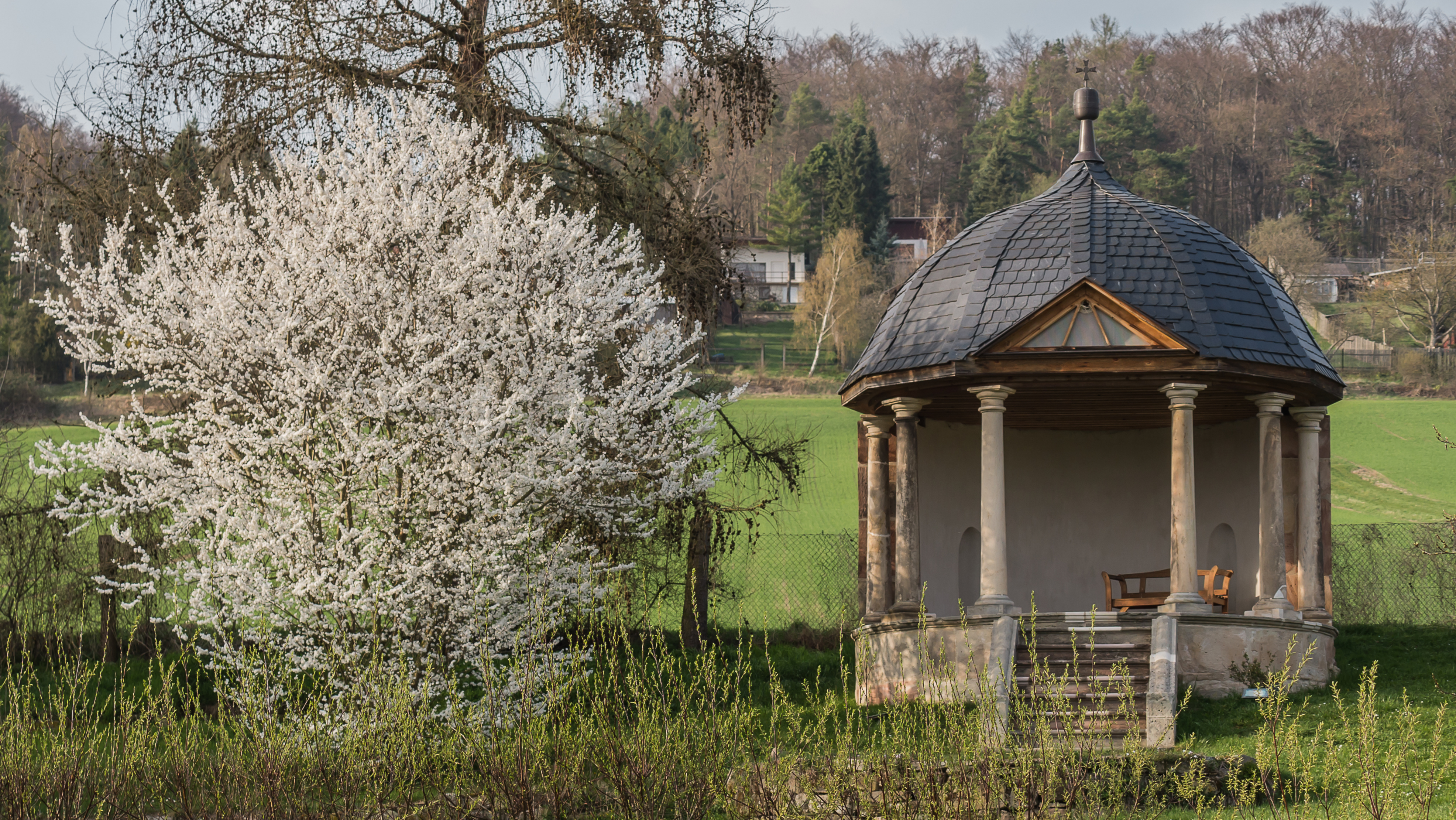
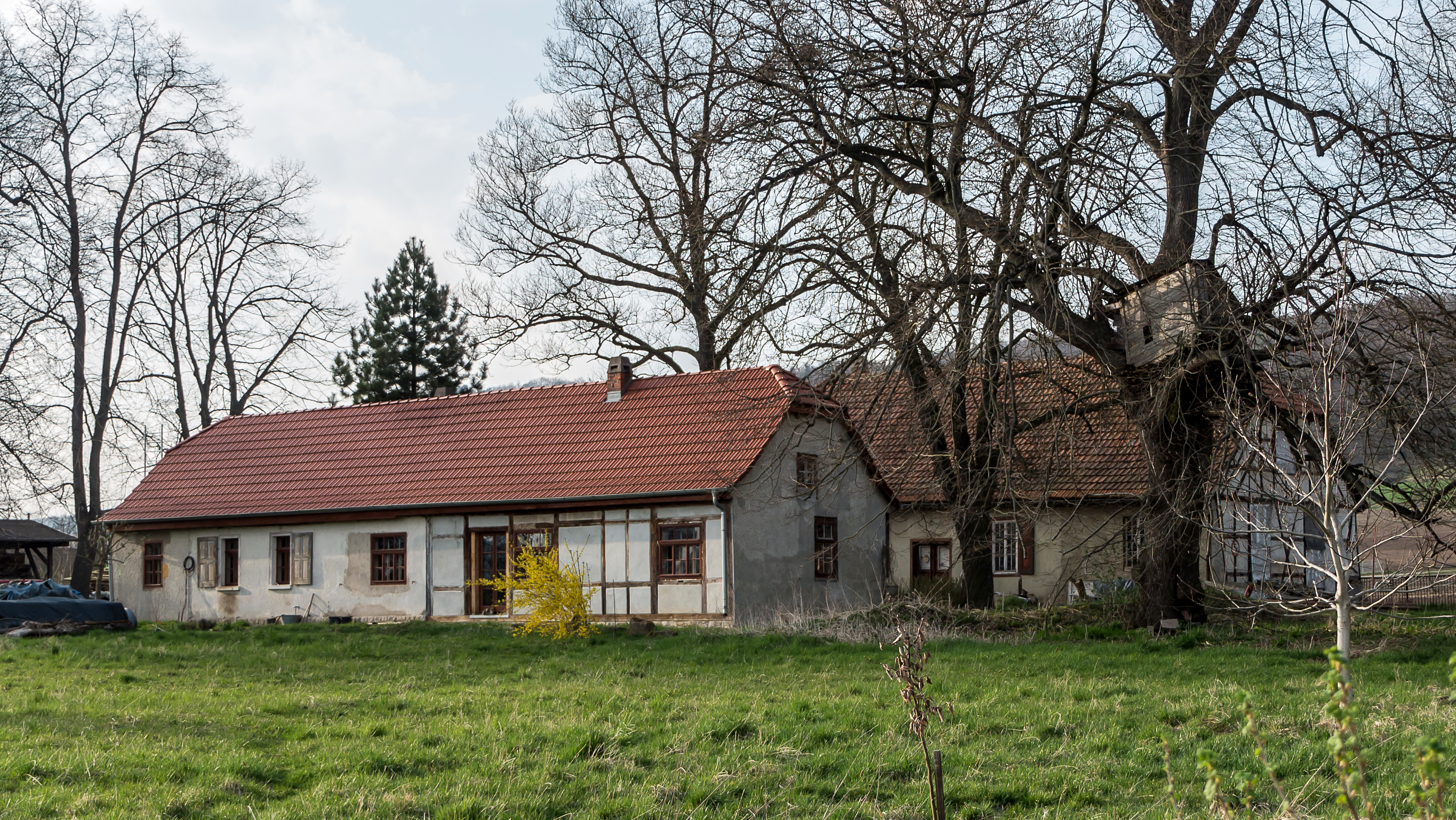
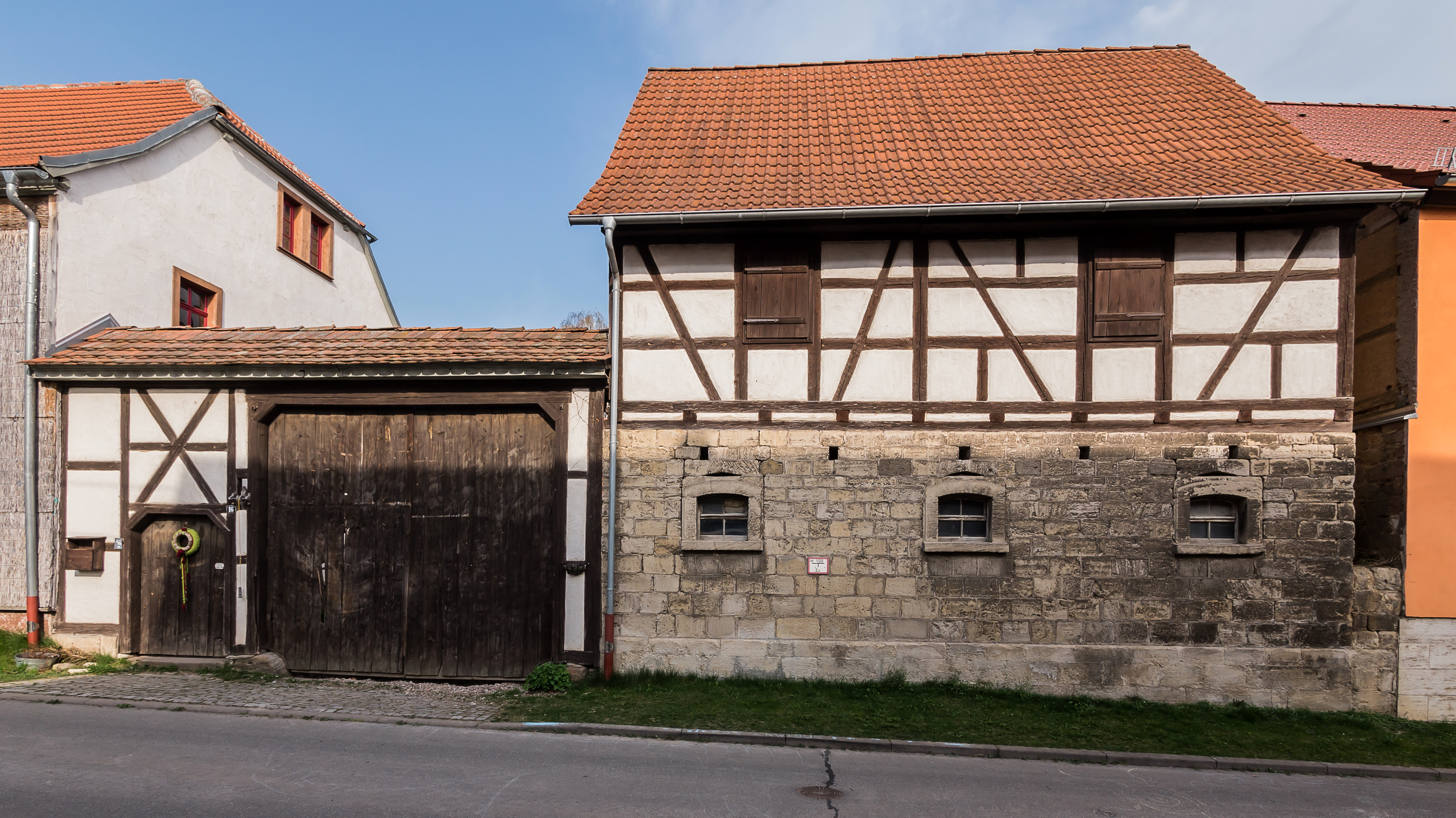